# Ceratopogon apicalis
Ceratopogon apicalis är en tvåvingeart som först beskrevs av Roser 1840.  Ceratopogon apicalis ingår i släktet Ceratopogon och familjen svidknott.
Artens utbredningsområde är Tyskland. Inga underarter finns listade i Catalogue of Life.